# Apantesis cuneata
Apantesis cuneata är en fjärilsart som beskrevs av Johann August Ephraim Goeze 1781. Apantesis cuneata ingår i släktet Apantesis och familjen björnspinnare. Inga underarter finns listade i Catalogue of Life.